# Championnat du Népal de football 1996-1997
Navigation
Saison 2000
La saison 1996-1997 du Championnat du Népal de football est la trente-et-unième édition de la Kathmandu Martyr's Memorial League, le championnat de première division au Népal. Les douze formations de la capitale, Katmandou, sont réunies au sein d'une poule unique où elles s'affrontent une fois au cours de la saison. Le dernier du classement est relégué et remplacé par le champion de deuxième division à l'issue de la compétition.
C'est le Three Star Club qui remporte la compétition cette saison après avoir terminé en tête du classement final, ne devançant le tenant du titre, New Road Team, que grâce à une meilleure différence de buts. Manang Marsyangdi Club se classe troisième à un point du duo de tête. Il s’agit du tout premier titre de champion du Népal de l'histoire du club.

## Les clubs participants
- New Road Team
- Manang Marsyangdi Club
- Rani Pokhari Corner Team
- Friends Club
- Jawalakhel Youth Team
- Sankata Boys Sports Club
- Boys Union Club
- Katmandou Club
- Naxal Yuwa
- Boys Sports Club
- United Youth
- Three Star Club

## Compétition
Le barème de points servant à établir le classement se décompose ainsi :
- Victoire : 3 points
- Match nul : 1 point
- Défaite : 0 point

### Classement
| Rang | Équipe                   | Pts | J  | G | N | P | Bp | Bc | Diff |
| ---- | ------------------------ | --- | -- | - | - | - | -- | -- | ---- |
| 1    | Three Star Club          | 24  | 11 | 8 | 3 | 0 | 28 | 5  | +23  |
| 2    | New Road TeamT           | 24  | 11 | 7 | 3 | 1 | 23 | 4  | +19  |
| 3    | Manang Marsyangdi Club   | 23  | 11 | 7 | 2 | 2 | 25 | 9  | +16  |
| 4    | Rani Pokhari Corner Team | 22  | 11 | 7 | 1 | 3 | 19 | 9  | +10  |
| 5    | Friends Club             | 22  | 11 | 7 | 1 | 3 | 22 | 10 | +12  |
| 6    | Jawalakhel Youth Team    | 14  | 11 | 3 | 5 | 3 | 12 | 13 | -1   |
| 7    | Sankata Boys Sports Club | 13  | 11 | 3 | 4 | 4 | 12 | 9  | +3   |
| 8    | Boys Union Club          | 12  | 11 | 3 | 3 | 5 | 14 | 19 | -5   |
| 9    | Katmandou Club           | 10  | 11 | 3 | 1 | 7 | 13 | 34 | -21  |
| 10   | Naxal Yuwa               | 8   | 11 | 2 | 2 | 7 | 9  | 28 | -19  |
| 11   | Boys Sports Club         | 5   | 11 | 1 | 2 | 8 | 8  | 29 | -21  |
| 12   | United Youth             | 4   | 11 | 1 | 1 | 9 | 8  | 26 | -18  |

|  | Champion du Népal 1996-1997     |
|  | Relégation en deuxième division |
|  | T : Tenant du titre             |

## Bilan de la saison
| Championnat du Népal de football 1996-1997                        |                             |
| Champion                                                          | Three Star Club (1er titre) |
| Coupes et trophées                                                |                             |
| Vainqueur de la Coupe du Népal 1996-1997                          | Tribhuvan Club              |
| Qualifications continentales                                      |                             |
| Coupe d'Asie des clubs champions 1997-1998                        | Mahendra Police Club        |
| Coupe d'Asie des vainqueurs de Coupe 1997-1998                    | Tribhuvan Club              |
| Promotions et relégations                                         |                             |
| Promus en Kathmandu Martyr's Memorial League                      | Inconnu                     |
| Relégués en Championnat du Népal de football de deuxième division | United Youth                |